# وستبروك
وستبروك (مين) (بالإنجليزية: Westbrook, Maine)‏ هي مدينة تقع في الولايات المتحدة في مقاطعة كمبرلاند (مين). يقدر عدد سكانها بـ 17,494 نسمة ومساحتها 44.88 كم2 وترتفع عن سطح البحر 23 متر.

## التركيبة السكانية
قام مكتب تعداد الولايات المتحدة بتحديد بيانات التركيبة السكانية لوستبروكفي تعداد الولايات المتحدة. في ما يلي، التركيبة السكانية حسب تعدادي 2000 و2010.

### تعداد عام 2000
بلغ عدد سكان وستبروك 16,142 نسمة بحسب تعداد عام 2000، وبلغ عدد الأسر 6,863 أسرة وعدد العائلات 4,261 عائلة مقيمة في المدينة. في حين سجلت الكثافة السكانية 956.9 نسمة لكل ميل مربع (369.5/كم2). وبلغ عدد الوحدات السكنية 7,089 وحدة بمتوسط كثافة قدره 420.3 نسمة لكل ميل مربع (162.3/كم2).
وتوزع التركيب العرقي للمدينة بنسبة 96.69% من البيض و 0.27% من الأمريكيين الأصليين و 0.82% من الأمريكيين ذوي الأصول الآسيوية و 0.03% من سكان جزر المحيط الهادئ و 0.88% من الأمريكيين الأفارقة و 1.03% من عرقين مختلطين أو أكثر.
بلغ عدد الأسر 6,863 أسرة كانت نسبة 29.4% منها لديها أطفال تحت سن الثامنة عشر تعيش معهم، وبلغت نسبة الأزواج القاطنين مع بعضهم البعض 46.3% من أصل المجموع الكلي للأسر، ونسبة 12.6% من الأسر كان لديها معيلات من الإناث دون وجود شريك، وكانت نسبة 37.9% من غير العائلات. تألفت نسبة 30.4% من أصل جميع الأسر من أفراد ونسبة 13.0% كانوا يعيش معهم شخص وحيد يبلغ من العمر 65 عاماً فما فوق. وبلغ متوسط حجم الأسرة المعيشية 2.90، أما متوسط حجم العائلات فبلغ 2.33.
بلغ العمر الوسطي للسكان 38 عاماً. وكانت نسبة 7.3% بين الثامنة عشر والأربعة وعشرون عاماً، ونسبة 31.0% كانت واقعةً في الفئة العمرية ما بين الخامسة والعشرون حتى والأربعة وأربعون عاماً، ونسبة 22.7% كانت ما بين الخامسة والأربعون حتى الرابعة والستون، ونسبة 15.5% كانت ضمن فئة الخامسة والستون عاماً فما فوق. يوجد لكل 100 أنثى 89.1 ذكر، ويوجد لكل 100 أنثى في الثامنة عشر من عمرها فما فوق 82.8 ذكر.
بلغ متوسط دخل الأسرة في المدينة 37,873 دولار، أما متوسط دخل العائلة فبلغ 47,120 دولار. وكان متوسط دخل الذكور 32,412 دولار مقابل 25,769 دولار للإناث. وسجل دخل الفرد الخاص بالمدينة 19,501 دولار. وكانت نسبة 6.7% من العائلات ونسبة 8.3% من السكان تحت خط الفقر، وكان من هؤلاء نسبة 13.7% تحت سن الثامنة عشر ونسبة 5.7% في الخامسة والستين من العمر وما فوق.

## معرض صور

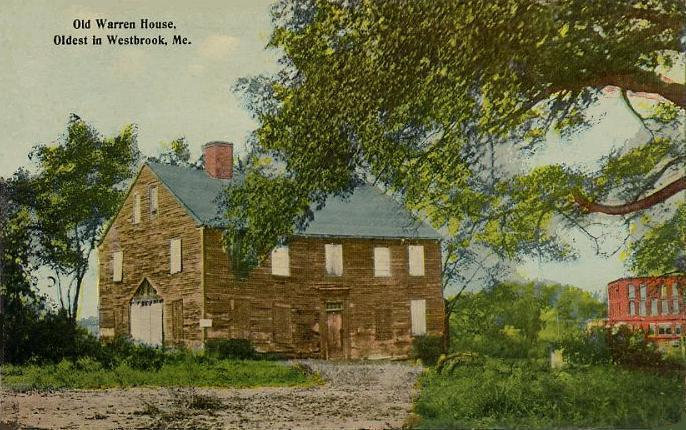
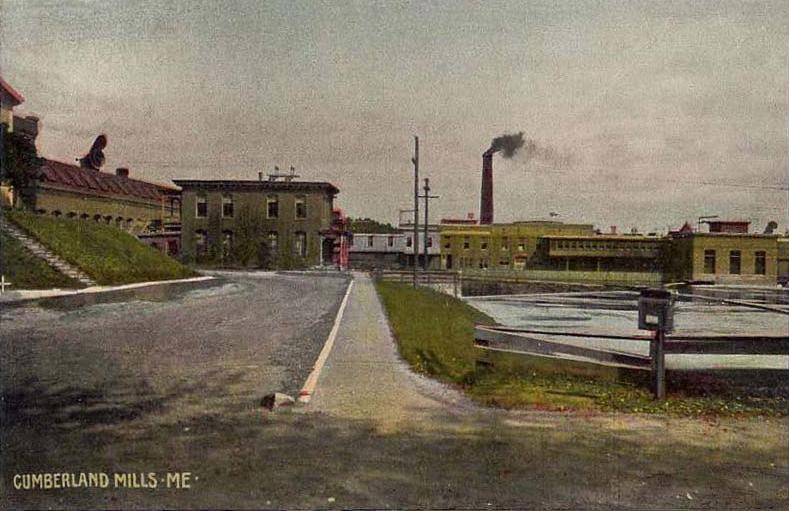
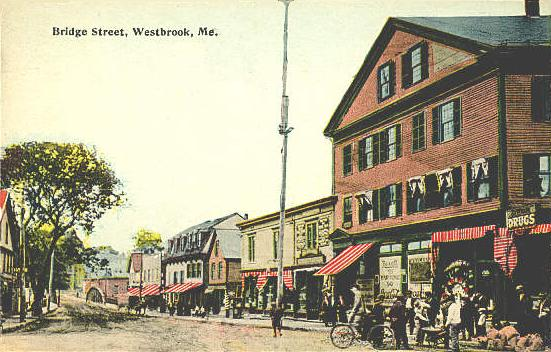

### تعداد عام 2010
بلغ عدد سكان وستبروك 17,494 نسمة بحسب تعداد عام 2010، وبلغ عدد الأسر 7,568 أسرة وعدد العائلات 4,456 عائلة مقيمة في المدينة. في حين سجلت الكثافة السكانية 1,021.8 نسمة لكل ميل مربع (394.5/كم2). وبلغ عدد الوحدات السكنية 7,989 وحدة بمتوسط كثافة قدره 466.6 لكل ميل مربع (180.2/كم2).
وتوزع التركيب العرقي للمدينة بنسبة 92.3% من البيض و 0.2% من الأمريكيين الأصليين و 1.9% من الأمريكيين ذوي الأصول الآسيوية و 0.1% من سكان جزر المحيط الهادئ و 2.3% من الأمريكيين الأفارقة و 2.5% من عرقين مختلطين أو أكثر.
بلغ عدد الأسر 7,568 أسرة كانت نسبة 28.3% منها لديها أطفال تحت سن الثامنة عشر تعيش معهم، وبلغت نسبة الأزواج القاطنين مع بعضهم البعض 41.2% من أصل المجموع الكلي للأسر، ونسبة 13.1% من الأسر كان لديها معيلات من الإناث دون وجود شريك، بينما كانت نسبة 4.6% من الأسر لديها معيلون من الذكور دون وجود شريكة وكانت نسبة 41.1% من غير العائلات. تألفت نسبة 30.4% من أصل جميع الأسر من أفراد ونسبة 12.2% كانوا يعيش معهم شخص وحيد يبلغ من العمر 65 عاماً فما فوق. وبلغ متوسط حجم الأسرة المعيشية 2.87، أما متوسط حجم العائلات فبلغ 2.30.
بلغ العمر الوسطي للسكان 39.4 عاماً. وكانت نسبة 20.9% من القاطنين تحت سن الثامنة عشر، وكانت نسبة 8.2% بين الثامنة عشر والأربعة وعشرون عاماً، ونسبة 29.1% كانت واقعةً في الفئة العمرية ما بين الخامسة والعشرون حتى والأربعة وأربعون عاماً، ونسبة 26.5% كانت ما بين الخامسة والأربعون حتى الرابعة والستون، ونسبة 15.2% كانت ضمن فئة الخامسة والستون عاماً فما فوق. وتوزع التركيب الجنسي للسكان بنسبة 47.7% ذكور و52.3% إناث.